# Enrique Bañuelos
Enrique Bañuelos de Castro (Sagunto, 14 de fevereiro de 1966) é um empresário espanhol. Sua história está ligada ao mercado imobiliário espanhol.

## Biografia
Enrique Bañuelos nasceu em uma família operária. Aos nove anos, seu pai morreu vítima de um acidente de trabalho em uma siderúrgica. A empresa responsabilizou-se em pagar seus estudos. Formou-se em Direito e Administração de Empresas.
Aos 16 anos fundou a sua primeira empresa, que distribuía mel e derivados. Depois, interessou-se pelo mercado imobiliário. Entrou no setor urbanizando uma área de 17.400.000 metros quadrados no Mediterrâneo. Lá, construiu e comercializou cerca de 50 mil casas destinadas à classe média espanhola que queria uma segunda moradia. Em média, cada unidade vendida girava em torno de 120 mil euros.
Em 2006, Bañuelos fez a fusão de várias de suas empresas a fim de formar o grupo Astroc. A crise imobiliária e financeira, porém, fez com que o empresário vendesse grande parte da companhia e transferisse os seus investimentos para mercados fora da Espanha.
Ele é casado e tem duas filhas. Faz parte do restrito grupo de 12 espanhóis que permanecem na lista dos homens mais ricos do mundo, segundo a Forbes. Em 2010, sua fortuna foi avaliada como a 655ª maior do mundo.

## Investimentos no Brasil
Enrique Bañuelos investiu no mercado imobiliário brasileiro pela primeira vez em 2008, por meio da compra de uma porcentagem da incorporadora AGRA. Em 2009, em parceria com a AGRA, adquiriu duas das principais empresas do setor, a Abyara Planejamento Imobiliário e a Klabin Segall. Depois da fusão das três companhias, Bañuelos criou a AGRE (Amazon Group Real Estate), grupo que registrou maior venda contratada em 2008..

## Causas judiciais
O empresário Enrique Bañuelos foi inocentado, em março de 2009, da acusação de ter utilizado informação privilegiada no período anterior à oferta pública de ações (OPA) da Fadesa, empresa do setor de imobiliário. Na ocasião, a defesa comprovou que a imprensa espanhola já tinha noticiado o assunto e, portanto, tratava-se de uma acusação infundada.
Antes disso, em 2007, o advogado Felipe Izquierdo acionou judicialmente o empresario questionando a sua gestão a frente da Astroc. O caso foi considerado improcedente pelo Tribunal espanhol.

## Passatempos
Enrique Bañuelos costuma se exercitar praticando corridas com regularidade, inclusive participando de meias maratonas. É aficionado por arte contemporânea e já promoveu várias exposições em Valência, Nova York, Londres e Pequim, por meio de sua fundação, o Instituto Valenciano de Arte Moderna (IVAM).

## Links
- www.forbes.com-The World's Billionaires (2007)
- www.forbes.com-The World's Billionaires (2008)
- www.forbes.com-The World's Billionaires (2009)
- www.forbes.com-The World's Billionaires (2010)
- Exame, 18th November 2009.
- Causas judiciaisInformación Alicante, 7th September 2007.